# Kenneth Trueblood
Kenneth Nyitray Trueblood (1920–1998) fue un químico estadounidense. Es conocido por numerosos aportes en el campo de la cristalografía de rayos X y por adoptar el uso de ordenadores para la determinación de estructuras moleculares. Colaboró durante mucho tiempo con Dorothy Hodgkin y Donald Cram y con su trabajo contribuyó a los resultados que les valieron sus premios Nobel. Publicó 140 artículos y su laboratorio de cristalografía de rayos X sirvió como un modelo de organización adoptado por varios departamentos universitarios de Química.
Trueblood recibió una  beca Guggenheim el año académico 1976-1977. Fue catedrático del Departamento de Química de la Universids de California, Los Ángeles (UCLA)  entre 1965 y 1970 y en el año 1990-1991. Entre 1971 y 1974 ocupó el puesto de decano de la Facultad de Letras y Ciencias de la UCLA  y presidió su Senado Académico entre 1983 y 1984.
En 2018, la UCLA  creó la cátedra  Kenneth N. Trueblood de Química y Bioquímica.